# Музика Литви

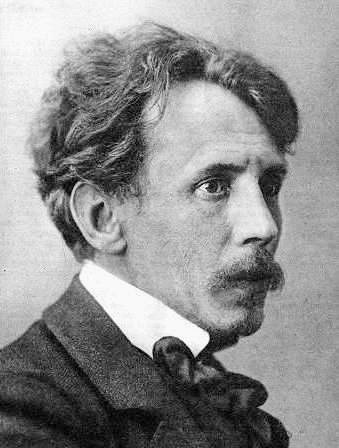
Видатний литовський композитор Чюрльоніс, відомий також як художник

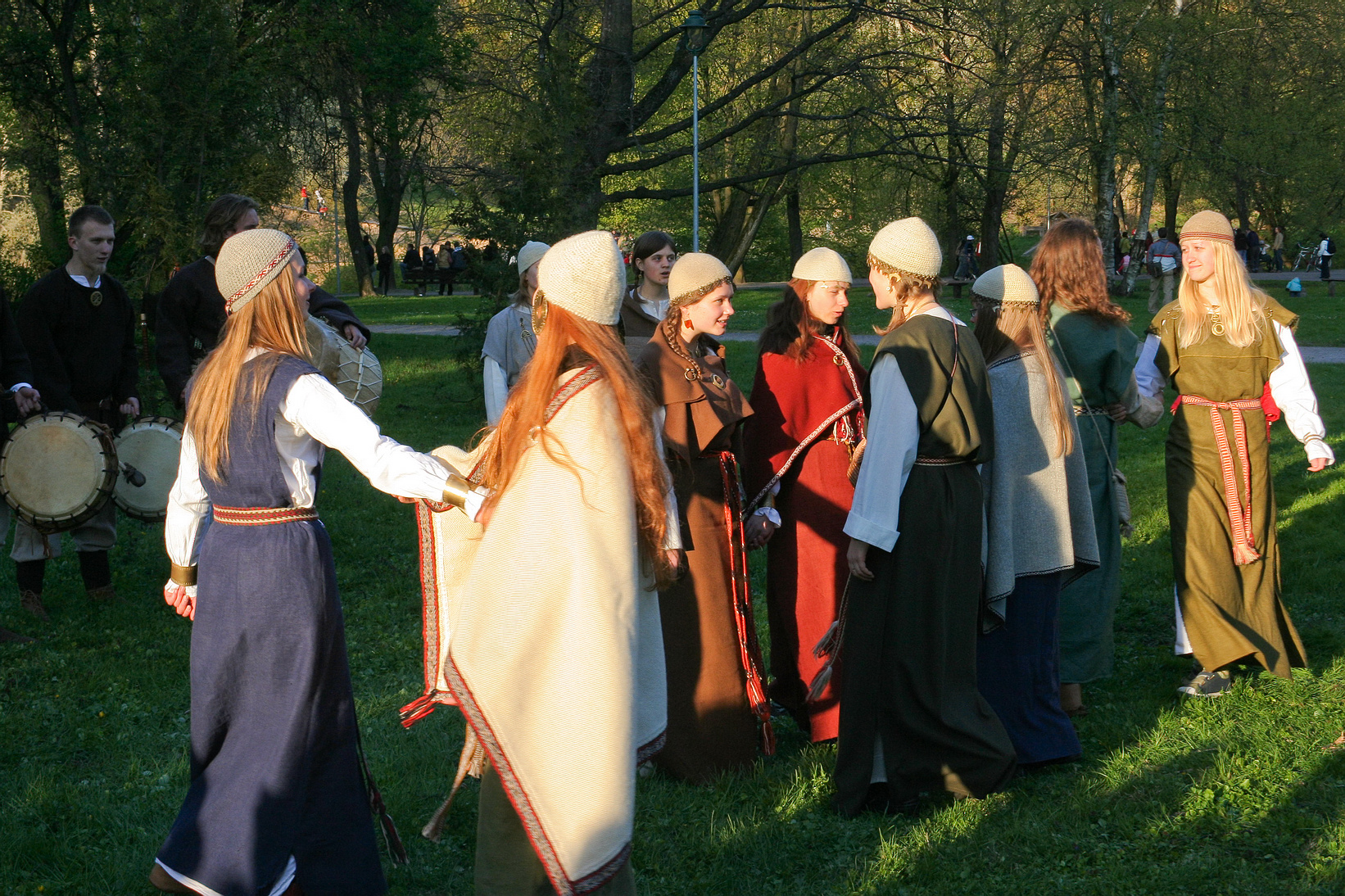
Народний ансамбль «Кулгринда» з Вільнюса

Литовців здавна називають співучим народом. Ліризм і мелодійність литовських народних пісень залишається до сьогодні невичерпним джерелом для композиторів та виконавців. Здобутки литовських музикантів мають велике міжнародне визнання. Музика звучить не тільки у концертних залах, а й на вулицях міст. Класика, рок, джаз поєднуються, доповнюють одне одного, а інколи породжують фестивалі чистого жанру. Широко відомі фестиваль класичної музики «Музична осінь», Вільнюський фестиваль, фестивалі хорів, джазові фестивалі у Каунасі, Вільнюсі, Клайпеді, Друскінінкаї, які перетворюються на свята міста і збирають чималу кількість слухачів і виконавців як із Литви, так і з усього світу. Ось далеко неповний список грандів сцени, прекрасних музикантів, співаків і диригентів: П. Генюшас, П. Вішняускас, М. Рубацкіте, С. Стоніте, С. Трімакайте, В. Норейка, С. Сондецкіс, Г. Рінкявічюс, Ю. Домаркас... Частина з них не тільки бере участь у концертах, але й навчає молодь таємниць творчості у художніх академіях Литви та за кордоном. Віртуозністю творців і виконавців литовської музики насолоджуються слухачі у найвіддаленіших куточках світу.
Музичне мистецтво Литви нині представлене виступами класичних виконавців, музикою, написаною класичними і сучасними композиторами, музичними творами народних і джазових музикантів, мистецтвом відеокліпу та поп-, рок- і електронною музикою.

## Історія

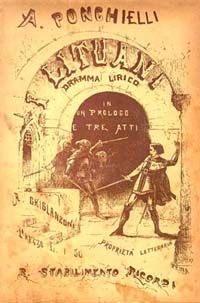
Опера «I Lituani» (Литовці) — плакат постановки ХІХ ст.

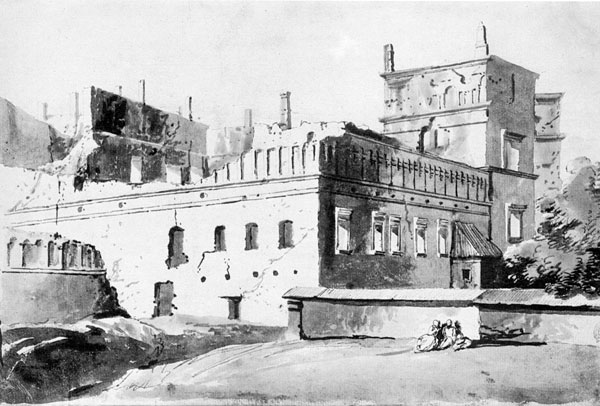
Рисунок залишків палацу Великих князів литовських у XVIII ст.

Перша професійна музика в Литві з'явилася з появою мандрівних ченців в XI ст. Після християнізації Литви в 1387 році почала поширюватися релігійна музика, було запроваджено григоріанський спів. Мандрівні музики влаштовували концерти в особняках і замках литовської шляхти, засновувалися місцеві капели.
Першу оперу в Литві було поставлено 1636 року у палаці Великих князів литовських. Оперними імпресаріо були Марко Скакі і Віргіліо Пуччітелі. Опера в Литві з'явилася досить рано, особливо з огляду на те, що феномен італійської опери сформувався приблизно в 1600 році, а першу оперу у Парижі було поставлено аж перед 1650 роком. 
У XVII ст. у палаці Великих князів литовських зіграно 3 італійські опери — їх усі поставив придворний композитор Марко Скакі, а лібрето написав Віргіліо Пуччітелі. Це були: «Il ratto d’Elena» («Викрадення Єлени»; 1636), «L'Andromeda» («Андромеда»; 1644) та «Circe Delusa» («Розчарована Цирцея»; 1648). Культурне життя палацу Великих князів литовських особливо пожвавилося за правління Сигізмунда II Августа. Його вільнюська резиденція була місцем проведення численних камерних концертів, музичних і танцювальних свят і карнавалів, а музика стала невід'ємною частиною суспільного життя палацу. У Вільнюс запрошувалися музиканти з інших країн, особливо з Італії. Серед найпомітніших був угорський композитор і лютнист Валентин Бакфарк, який приїхав у Вільнюс із Риму.
Перша друкована литовська книжка «Catechismusa Prasty Szadei» (Прості слова катехізису), видана 1547 року, містила 11 релігійних гімнів литовською мовою з партитурою. Литовський єзуїт Жигімантас Ляуксмінас (Сигізмунд Лауксмін) в 1667 році опублікував перший у Литві музичний довідник «Ars et praxis musica». Це була перша книжка трилогії, присвяченої григоріанському співу і виданої при Вільнюському університеті (S.R.M. Academicis Societatis Jesu).
Недавні знахідки — «Альбом Сапеги» (лит. Sapiegos albumas) та «Щоденник органіста з Крожів» (лит. Kražių vargoninko dienoraštis) продемонстрували, що велика частина литовської церковної музики XVII століття перебувала під безпосереднім упливом найвидатніших композиторів Італії того часу, як-от Джироламо Фрескобальді; також переважала італійська форма музичної нотації для органу, а музиканти вивчали генерал-бас.
1906 року поставлено першу національну оперу «Бірута» композитора Мікаса Петраускаса, автор лібрето — Габріелюс Ландсбергіс-Жямкальніс.

## Сучасна музика
Комуністичний режим довго воював із західним роком, називаючи цю музику такою, що вироджується. Проте в 1980-х роках деякі місцеві групи все ж устигли заявити про себе: такі гурти, як «Foje», «Antis» і «Bix» започаткували литовський рок. З 1989 року ситуація лібералізувалася, а такі гурти, як «SKAMP», «Happyendless» і «Jurga» набули міжнародної впізнаваності.
Сучасні відомі литовські роквиконавці:
- Žalvarinis
- Antis
- Garbanotas Bosistas
- Bix
- Skylė
- Atalyja
- Ba.
- Hiperbolė

## Музичні інструменти

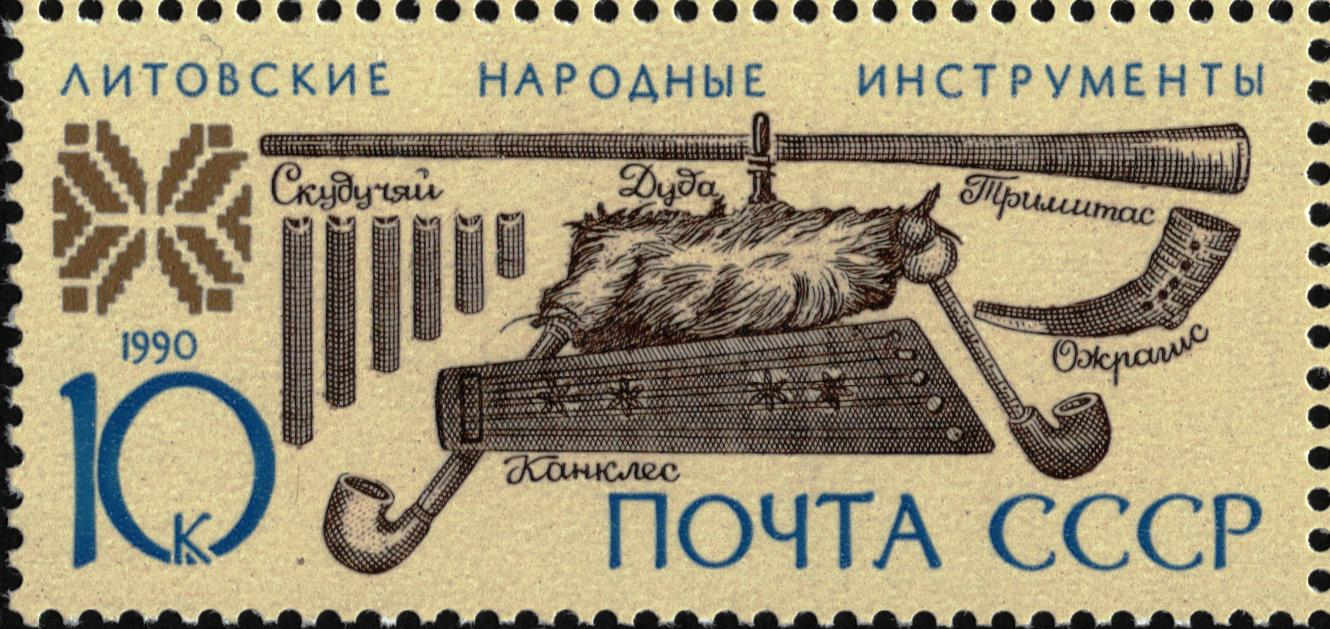
Литовські інструменти

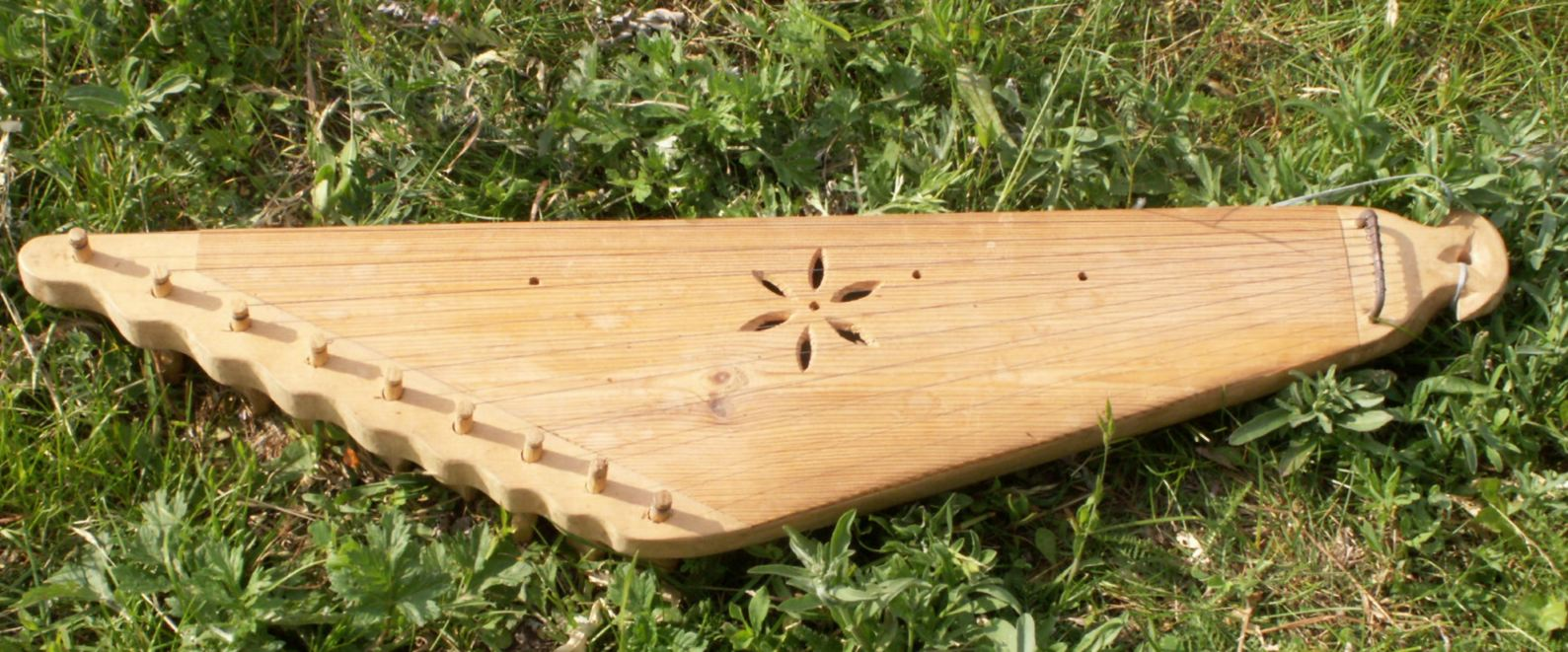
Канклес

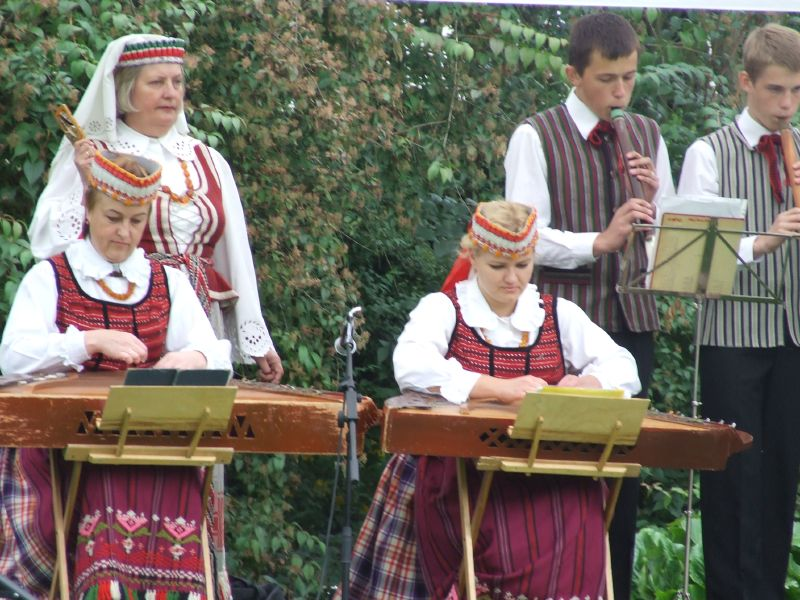
Канклес і бірбіне

Духові:
- birbynė
- dandytės
- jaučio ragas
- kerdžiaus trimitas
- lamzdelis
- medžioklės ragas
- molinukas
- ožragis
- ragai Канклес
- sekminių ragelis
- skudučiai
- švilpas
- švilpukas
- tošelė
- ubikas
- vilioklis
- žieves trimitas

Струнні:
- cimbolai
- kanklės
- pūslinė
- smuikas

Ударні:
- būgnas
- dzingulis
- kleketas
- saukstai
- skrabalai
- tabalas
- terkšlė
- tochelé